# SHERO
《SHERO》是台灣女子組合S.H.E的第十張錄音室專輯、第十二張演唱專輯，在於2010年3月10日星期三預購，2010年3月26日星期五發行，是距離上一張專輯《我的電台 FM S.H.E》睽違一年半所發行的專輯。

## 簡介
此張專輯首波同名主打歌曲〈SHERO〉，是首搖滾曲風的歌曲，是由五月天阿信填詞，歌名的由來是阿信以「SHE她」＋「HERO英雄」的組成所發想而來的名稱，而〈SHERO〉是一首「英爵搖滾」的曲風。英爵搖滾即此曲开创的新曲风，为另類搖滾類型之一，以英倫搖滾為基底，搭配新金屬的元素，所呈現很有力量的曲風。它亦是「2010年臺北國際花卉博覽會」熱力花博指定主題曲，也是繼第五張專輯《Super Star》中的首波同名主打歌曲〈Super Star〉之後久違的首波搖滾主打歌曲，而這張專輯名稱取為「SHERO」是以專輯同名主打歌曲〈SHERO〉的名稱作為命名，所以專輯和歌曲的主要音樂概念皆是回歸到S.H.E這個組合名稱為英文裡的“SHE”的初衷，決定以女性的「理性自省」和「感性抒發」為出發點，作一張討論「女人」的專輯，並鼓勵女性經過人生淬煉，成長為智慧、能力、成熟的女人，並且鼓舞每個人讓人生的體悟與心得可以分享。〈我愛雨夜花〉是S.H.E出道以來第一首台語歌，此首歌是拼貼了傳統台語老歌「雨夜花」，並加上嘻哈元素、Rap，以及豐富的合音。
此張專輯邀請到獲得美國Gen Art國際服裝競賽「前衛時裝獎」的台灣設計師古又文打造「白色編織女王服」，以及香港知名造型師Thomas打造另一款「電鍍金屬玫瑰造型服」，分別製作拍攝了「前衛時尚版」以及「華麗絢爛版」兩種版本截然不同的造型封面，且兩種版本皆有附贈Bonus DVD。
【2010台灣唱片年度銷量榜】《SHERO》，台灣銷售量共6萬8千張，位居2010年台灣專輯銷售年度排行榜第三名。
此張專輯中的主打歌曲〈SHERO〉和歌曲〈愛就對了〉分別入選2010年度Hit Fm年度百首單曲的第7位和28位。

## 唱片版本
※ 以下發行版本皆以當地（台灣）為準。
- 「前衛時尚版」和「華麗絢爛版」專輯，在發行前預購時和發行後皆為精裝版，而專輯預購時會附贈預購贈品，正式發行後則無贈品。

| 類型   | 發行日期      | 版本                   |
| ------ | ------------- | ---------------------- |
| CD+DVD | 2010年3月26日 | 前衛時尚版／華麗絢爛版 |

- 「前衛時尚版」CD+DVD：

- Bonus DVD 收錄 FM S.H.E台北演唱會全紀錄精華
- （唱片行預購通路加贈：S.H.E TOP GIRL女王密令資料夾一個；7-11預購通路加贈：《愛而為一巡演》主題icash卡）

- 「華麗絢爛版」CD+DVD：

- Bonus DVD 收錄 2008/2009 MV全紀錄
- （唱片行預購通路加贈：S.H.E TOP GIRL女王密令資料夾一個；7-11預購通路加贈：《愛而為一巡演》主題icash卡）

## 完整曲目
| 曲序     | 曲目                                    |               | 作曲                                  | 编曲             | 製作人               | 备注                                                                                           | 时长  |
| -------- | --------------------------------------- | ------------- | ------------------------------------- | ---------------- | -------------------- | ---------------------------------------------------------------------------------------------- | ----- |
| 1.       | SHERO                                   | 五月天阿信    | 八三夭阿璞                            | 梯依恩 阿璞      | 阿信 阿璞            | 台灣第一主打歌 香港第二主打歌 2010年臺北國際花卉博覽會指定主題曲 S.H.E首次嘗試Rock英爵搖滾曲風 | 3:09  |
| 2.       | 如果你是女孩（If You Were a Girl）      | 陳信延        | Roger Joseph Manning Jr. Scott Simons | Issac Lim 梁永泰 | 梁永泰               | 改編曲，原曲為《China Doll》                                                                   | 3:33  |
| 3.       | 我愛雨夜花（I Love Rainy Night Flower） | 張錫安 周添旺 | 張錫安 鄧雨賢                         | JerryC           | 袁惟仁 J.Wu          | 台灣第二主打歌 S.H.E第一首台語歌 取樣自傳統臺語歌謠《雨夜花》                                  | 4:02  |
| 4.       | 兩個人的荒島（Desert Island）           | 向月娥        | 林俊傑                                | 呂紹淳           | 黃怡 王治平          | 台灣第六主打歌 與周定緯合唱 中國電視劇《杜拉拉升職記》片尾曲                                   | 4:03  |
| 5.       | 少了一個人（Without You）               | 姚若龍        | 鄭楠                                  | Terence Teo      | 李偲菘               | 改編為「幸福限定版台呼」，作為山東廣播音樂頻道CityFM的台呼                                     | 4:37  |
| 6.       | 收留我（Take Me Away）                  | 陳樂融        | Jessica Beach Dave Pickell Joe Cruz   | 呂紹淳           | 王治平 郭文宗        | 改編曲，原曲為《You're The Piano》                                                             | 3:48  |
| 7.       | 超可能（Possibility）                   | 姚若龍        | 梁永泰（terrytyelee） 蔡詩蕓          | 梁永泰           | 梁永泰               | 中國電視劇《杜拉拉升職記》片頭曲                                                               | 4:14  |
| 8.       | 愛上你（Loving You）                    | 藍小邪        | 楊子樸                                | 呂紹淳           | 呂禎晃 郭文宗        | 台灣第五主打歌 香港第一主打歌 台灣偶像劇《就想賴著妳》片尾曲 Rap：J.Wu                         | 3:59  |
| 9.       | 你不會（You Won't Be）                  | 姚若龍        | 鄭楠                                  | 呂紹淳           | 王治平 陳秀珠 郭文宗 | 台灣第四主打歌 韓國偶像劇《老婆給我飯》片頭片尾曲                                              | 4:16  |
| 10.      | 愛就對了（Love So Right）               | 施人誠        | 凱特·芙格麗                           | 洪信傑           | 黃怡 王治平 陳秀珠   | 台灣第三主打歌 翻唱曲，原曲為凱特·芙格麗的《Angel》                                            | 4:10  |
| 总时长： | 总时长：                                | 总时长：      | 总时长：                              | 总时长：         | 总时长：             | 总时长：                                                                                       | 39:51 |

## Bonus DVD
- 華麗絢爛版 BONUS DVD ： S.H.E 2008／2009 MV 全紀錄

1. 宇宙小姐 MV
2. 沿海公路的出口 MV
3. 女孩當自強 MV
4. 安靜了 MV
5. 月光手札 MV
6. 612星球 MV
7. 可愛萬歲 MV
8. 夢田 MV
9. 鎖住時間 MV

- 前卫时尚版 BONUS DVD ： FM S.H.E 台北演唱會 Live 全纪录精华

1. 呼叫 S.H.E 宇宙警報 VCR
2. 宇宙小姐
3. 我愛煩惱
4. 我是火星人
5. 612星球
6. 女孩當自強
7. 店小二
8. 安靜了
9. 沿海公路的出口

## 復刻版卡帶
2017年12月22日，推出收錄了第1張專輯至第13張專輯(包含兩張精選集)的S.H.E16週年復刻紀念全套卡帶組《小時帶 S.H.E's in style》卡帶紀念組，此張專輯為16週年復刻卡帶紀念組所收錄13張專輯中其中之一，當中的歌曲《如果你是女孩》因版權問題而無法收錄。

## 獎項

### 金曲獎
| 年份 | 獎項名稱     | 提名獎項       | 提名  | 結果 |
| ---- | ------------ | -------------- | ----- | ---- |
| 2011 | 第22屆金曲獎 | 最佳演唱組合獎 | S.H.E | 提名 |

### 其他獎項
- 2010年 全球流行音樂金榜
  - 上半年榜單冠軍金曲－〈SHERO〉
  - 上半年榜單20大金曲－〈愛上你〉
- 2011年 全球流行音樂金榜
  - 年度華語20大金曲－〈SHERO〉
- 2011年 MusicRadio中國TOP排行榜 港臺年度最佳金曲－〈SHERO〉
- 2011年 中國原創音樂流行榜 港臺金曲－〈SHERO〉
- 2011年 無線音樂盛典咪咕滙
  - 年度最暢銷專輯－《SHERO》
  - 年度最暢銷對唱金曲－〈兩個人的荒島〉
- 2016年 無線音樂盛典咪咕滙
  - 十年十大金曲－〈愛上你〉
- 2011年 加拿大至Hit中文歌曲排行榜 全國推崇十大歌曲（國語）－〈愛上你〉
- 2010年 新加坡金曲獎 Y.E.S933醉心龍虎榜年度頂尖金曲獎－〈SHERO〉
- 2010年 Channel [V] 音樂飆榜 第二季十大金曲－〈SHERO〉
- 2011年 Channel [V] 音樂飆榜 年度頒獎典禮 年度金曲獎－〈SHERO〉

## 音樂錄影帶
| 歌名         | 導演          | 首播日期      | 首播頻道 | 附註             |
| ------------ | ------------- | ------------- | -------- | ---------------- |
| SHERO        | 比爾賈XBounce | 2010年3月10日 | Youtube  |                  |
| SHERO        | 比爾賈XBounce | 2010年3月11日 | MTV      |                  |
| 我愛雨夜花   | 黃中平        | 2010年3月25日 | MTV      |                  |
| 愛就對了     | 賴偉康        | 2010年4月7日  | MTV      | 特別演出：張睿家 |
| 你不會       | 黃中平        | 2010年4月15日 | MTV      | 特別演出：李佳穎 |
| 愛上你       | Bounce製作    | 2010年5月5日  | Youtube  |                  |
| 兩個人的荒島 | Bounce製作    | 2010年6月20日 | Youtube  |                  |

## 其它作品
| 上一張專輯： 我的電台FM S.H.E 2008年9月23日 | 第12張專輯 2010年3月26日 | 第12張專輯 2010年3月26日 | 下一張專輯： 花又開好了 2012年11月16日 |